# Вісньова (Стрижівський повіт)
Вісньова (пол. Wiśniowa) — село в Польщі, у гміні Вішньова Стрижівського повіту Підкарпатського воєводства.
Населення — 1628 осіб (2011).
У 1975-1998 роках село належало до Ряшівського воєводства.

## Демографія
Демографічна структура станом на 31 березня 2011 року:
|          | Загалом | Допрацездатний вік | Працездатний вік | Постпрацездатний вік |
| -------- | ------- | ------------------ | ---------------- | -------------------- |
| Чоловіки | 789     | 171                | 553              | 65                   |
| Жінки    | 839     | 162                | 508              | 169                  |
| Разом    | 1628    | 333                | 1061             | 234                  |